# Паново (Вяземский район)
Паново — деревня в Смоленской области России, в Вяземском районе. Население — 9 жителей (2007). Расположена в восточной части области в 24 км к северо-востоку от районного центра, в 12 км западнее автодороги Р134 «Старая Смоленская дорога» Смоленск — Дорогобуж — Вязьма — Зубцов на левом берегу реки Вазуза. Входит в состав Хмелитского сельского поселения.

## История
Ранее было селом в составе Вяземского уезда. Владелец села помещик Димитрий Петрович Волженский построил в 1700 году деревянную церковь во имя Николая чудотворца.